# 措伦煤矿

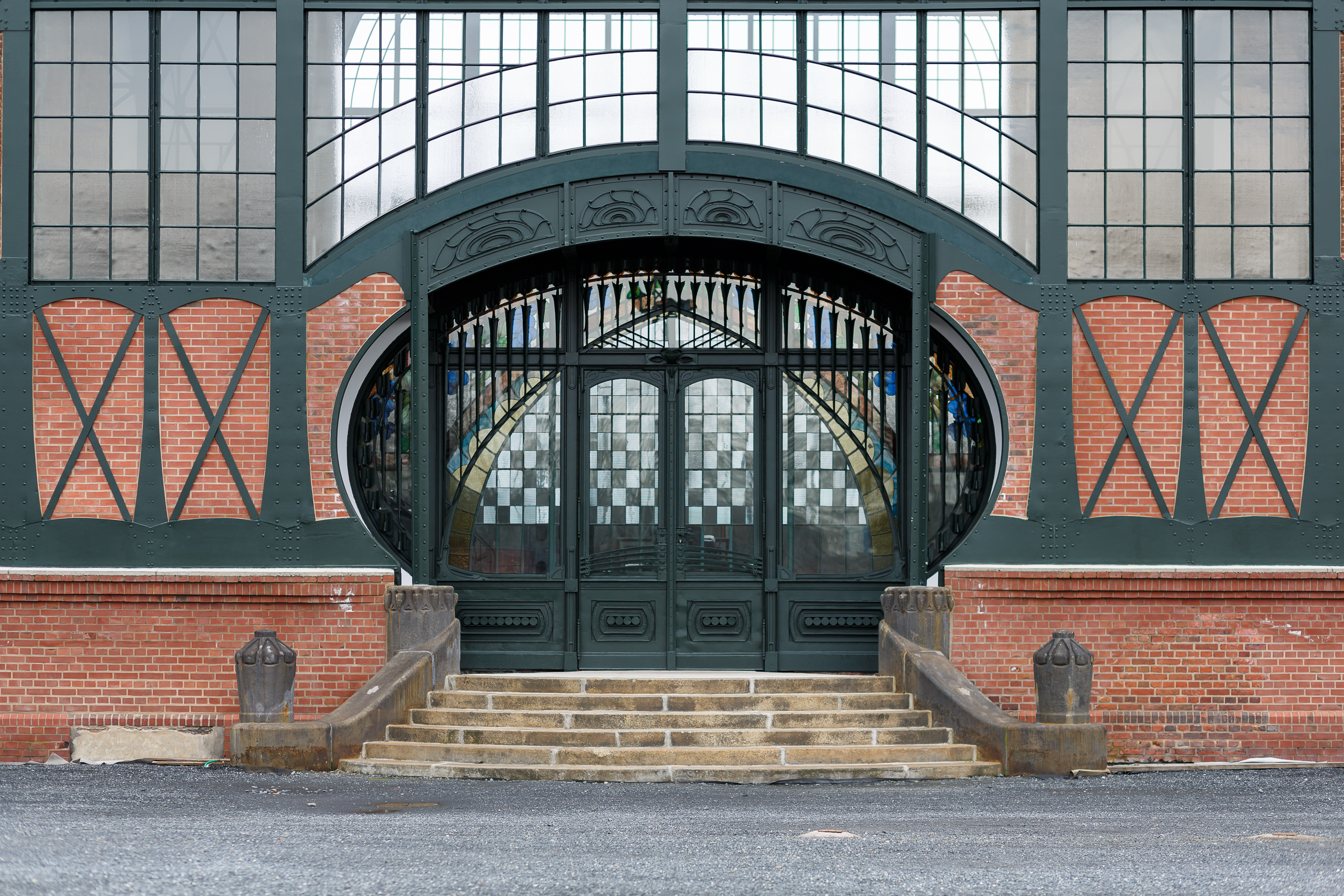
机械大厅的入口

措伦煤矿（德语：Zeche Zollern）是位于德国多特蒙德市伯文豪森西北郊区的一座废弃煤矿。

## 历史
由建筑师Paul Knobbe设计，以坚固的红砖建砌而成，并于1904年完成。1965年，多特蒙德矿业公司的董事会决定关闭2号和4号竖井，并在1967年和1966年进行了回填。从2007年到2016年9月进行了大规模翻新，现已开放成博物馆和展览中心。
机械大厅（德语：Maschinenhalle）里面展示了当时煤矿技术中最新的发电机和机械。其新艺术风格的正门由建筑师Bruno Möhring设计，蓝色、绿色和黄色玻璃镶嵌的拱形大窗，半图形石楼梯，以及悬挂着一个黄铜钟的大理石控制板。
措伦煤矿是鲁尔区工业文化之路的一部分。